# Bulbophyllum tahitense
Bulbophyllum tahitense é uma espécie de orquídea (família Orchidaceae) pertencente ao gênero Bulbophyllum. Foi descrita por Jean Nadeaud em 1873.